# Susumansky (huyện)
Huyện Susumansky (tiếng Nga: Сусума́нский райо́н) là một huyện hành chính tự quản (raion), của Tỉnh Magadan, Nga. Huyện có diện tích 48860 km², dân số thời điểm ngày 1 tháng 1 năm 2000 là 18900 người. Trung tâm của huyện đóng ở Susuman.